# Садовский, Пров Михайлович (старший)

Сцена из спектакля «Доходное место» А. Н. Островского Малый театр. 1863 (Жадов — С. В. Шумский, Юсов — П. М. Садовский, Белогубов — А. А. Рассказов)

Пров Миха́йлович Садо́вский (старший) (настоящая фамилия Ерми́лов; 1818—1872) — актёр Малого театра, который считался выдающимся исполнителем ролей в пьесах Александра Островского. От него происходит известное театральное семейство Садовских.

## Биография
Пров Михайлович Ермилов родился 11 (23) октября 1818 года в городе Ливны. После смерти отца воспитывался братьями матери, актёрами Григорием и Дмитрием Садовскими. Именно тогда актёр сменил фамилию на Садовский. В подростковом возрасте подрабатывал перепиской ролей для артистов тульской труппы, а в 1832 году Садовский в возрасте 14 лет был принят в ту же труппу.
Играл в театрах провинции (в театрах Калуги, Рязани, Воронежа, Казани). Михаил Щепкин видел игру Садовского в Казанском театре в труппе П. А. Соколова. В 1839 году Пров Михайлович дебютировал в Малом театре, куда попал по приглашению М. С. Щепкина.
Прова Михайловича Садовского современники называли представителем высокохудожественного реализма. Одно появление Садовского на сцене вызывало внимание зрительного зала Первые роли Пров Михайловича были сыграны в водевилях и комедиях, драмах и мелодрамах. Критики отмечали в Садовском одновременно черты нескольких амплуа: комика, простака, хара́ктерного актёра.. Пров Садовский не старался смешить зрителя, держался на сцене серьёзно и достигал этим необыкновенного комизма. Большой успех приносили ему водевильные характерно-бытовые роли.
В 1850-е годы Садовский играл в пьесах И. С. Тургенева, А. В. Сухово-Кобылина, А. Ф. Писемского. Расцвет сатирического таланта Прова Михайловича связан с выступлениями в новом русском реалистическом репертуаре, пьесах Н. В. Гоголя и А. Н. Островского. Роли в пьесах Островского стали центральными в творчестве Садовского.
В конце 1840-х годов Садовский сблизился с кружком московских литераторов, артистов и музыкантов, куда входил и Островский. Именно Садовский познакомил Московское общество с пьесой «Свои люди — сочтёмся», вызвал у молодой части труппы Малого театра интерес к творчеству Островского. В первых 28 постановках пьес Островского в Малом театре Садовским было исполнено 29 ролей.
Следует отметить опыты Садовского на литературном поприще. Всего можно перечислить пять его сочинений: «О французской революции», «О Наполеоне на остр. Елены», «Рассказ татарина», «Встреча двух приятелей» и драма «Честь или смерть».
Похоронен на Пятницком кладбище в Москве (1-й участок). Его сыновья и внуки также были актёрами Малого театра, из числа их наиболее известны:
- Сын Садовский, Михаил Провович (1847—1910); жена — Садовская, Ольга Осиповна (1849—1919)
  - Внук Садовский, Пров Михайлович (младший) (1874—1947); жена — Рославлева, Любовь Андреевна (1874—1904).
  - Внучка Садовская, Елизавета Михайловна (1872—1934).
  - Внук Садовский, Михаил Михайлович (старший) (1878-1962).

## Роли в театре
На различных сценах им было сыграно множество драматических ролей и несколько оперных партий — музыкальная и драматическая труппы ещё не были разделены. Восстановить весь список его ролей невозможно. Известны лишь те, что были исполнены в московской императорской труппе, среди них как роли в легких несерьезных водевилях, так и в драматических спектаклях, требующих вдумчивого глубокого анализа:

### Оперные партии
- 1846 — «Аскольдова могила» Верстовского — Фрелаф
- 1855 — «Мельник — колдун, обманщик и сват», комическая опера Аблесимова, музыка Фомина — Фаддей
- 1865 — «Орфей в аду» опера-фарс Оффенбаха — Стикс

### Среди драматических ролей

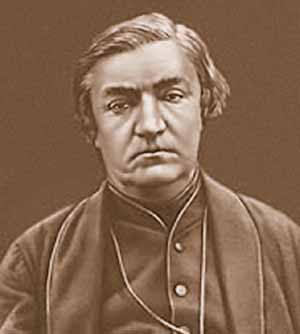
П. М. Садовский

- 1839 — «Филатка и Мирошка — соперники» Григорьева 2-го — Филатка
- 1839 — «Любовное зелье», перевод Д. Т. Ленского с франц. — Жанно Бижу[2]
- 1839 — «Дезертир» перевод Д. Т. Ленского с франц. — Нац
- 1839 — «Хороша и дурна, и глупа, и умна» перевод Д. Т. Ленского с франц. — Емельян
- 1841 — «Лев Гурыч Синичкин» Д. Т. Ленского — Пустославцев
- 1843 — «Что имеем не храним, потерявши плачем» Соловьёва — Петухов (впервые 8 октября 1843 в бенефис И. В. Самарина[5])
- 1843 — «Король Лир» Шекспира — Шут
- 1843 — «Женитьба» Н. В. Гоголя — Анучкин и Подколёсин
- 1843 — «Игроки» Н. В. Гоголя — Замухрышкин
- 1844 — «Мещанин во дворянстве» Мольера — Журден (в собственный бенефис 19 апреля 1844[5])
- 1844 — «Дочь русского актёра» Григорьева 1-го — Ушица
- 1845 — «Ябеда» Капниста — Хватайко
- 1845 — «Ревизор» Н. В. Гоголя — Осип
- 1846 — «Вицмундир» П. Каратыгина — Разгильдяев
- 1846 — «Мнимый больной» Мольера — Арган
- 1846 — «Тяжба» Гоголя — Пролетов
- 1848 — «Хорош Петербург, да друзья одолели» Григорьева 2-го — Безмерин
- 31 января 1849 — «Лекарь поневоле» Мольера (впервые 31 января 1849 года в бенефис М. С. Щепкина[5]).
- Почтовая марка СССР, 1949 год. 125-летие Государственного Ордена Ленина академического Малого театра. Драматург А. Н. Островский (1823-1886), актеры М. Н. Ермолова (1853-1928), П. С. Мочалов (1800-1848), М. С. Щепкин (1788-1863) и П. М. Садовский (1818-1872).1849[6] — «Скапеновы обманы» Мольера — Скапен (Сайт Малого театра называет другую дату постановки: 6 октября 1847 в собственный бенефис[5])

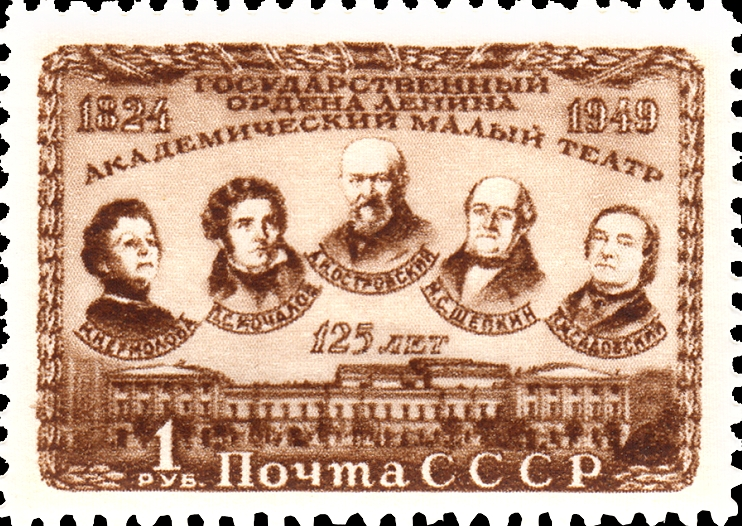
Почтовая марка СССР, 1949 год. 125-летие Государственного Ордена Ленина академического Малого театра. Драматург А. Н. Островский (1823-1886), актеры М. Н. Ермолова (1853-1928), П. С. Мочалов (1800-1848), М. С. Щепкин (1788-1863) и П. М. Садовский (1818-1872).

- 1851 — «Дайте мне старуху!». Водевиль В. И. Савинова (26 сентября 1851 в собственный бенефис[5]).
- 1852 — «Комедия ошибок» Шекспира — Дромио Сиракузский
- 1852 — «Всемирная выставка». Водевиль А. М. Красовского (15 октября 1852 в собственный бенефис[5]).
- 1853 — «Не в свои сани не садись» А. Н. Островского — Русаков
- 1853 — «Жених из ножевой линии» А. Красовского — Мордоплюев
- 1853 — «Утро молодого человека» Островского — Смуров (впервые в Москве 11 мая 1853 в бенефис Ф. Н. Усачёва).
- 1853 — «Бедная невеста» А. Н. Островского — Беневоленский (премьера 20 августа 1853)
- 1854 — «Бедность не порок» А. Н. Островского — Любим Торцев (премьера 25 января 1854[5])
- 1854 — «Не так живи, как хочется» Островского — Агафон
- 1855 — «Свадьба Кречинского» А.Сухово-Кобылина — Расплюев (премьера — 28 ноября 1855 года в бенефис С. В. Шумского)
- 1856 — «В чужом пиру похмелье» А. Н. Островского — Тит Титыч[7] (премьера 9 января 1856 года в собственный бенефис[5])
- 1856 — «Провинциалка» Тургенева — Ступендьев
- 25 октября 1857 — «Ипохондрик» А. Ф. Писемского — Дурнопечин
- 1857 — «Праздничный сон — до обеда» А. Н. Островского — Неуеденов (2 декабря 1857 в собственный бенефис[5])
- 1857 — «Картина семейного счастья» Островского — Пузатов
- 1858 — «Ревизор» Гоголя — Городничий
- 1858 — «Не сошлись характерами» Островского — 1-й кучер
- 1859 — «Жених из долгового отделения» Чернышёва — Ладыжкин
- 1859 — «Недоросль» Д. И. Фонвизина — Скотинин
- 1859 — «Тяжба» Гоголя (новая постановка) — Бурдюков
- 1859 — «Гроза» А. Н. Островского — Дикой[8][9] (премьера 16 ноября 1859 года в бенефис С. В. Васильева)
- 1860 — «Старый друг лучше новых двух» Островского — Густомесов
- 1861 — «Свои люди — сочтёмся» А. Н. Островского — Подхалюзин(31 января 1861 в собственный бенефис[5])
- 1861 — «Омут» М. Н. Владыкина — Билкин (3 ноября 1861 в бенефис А. И. Колосовой)
- 1861 — «Однодворец». Комедия П. Д. Боборыкина (1 декабря 1861 в собственный бенефис[5])
- 1862 — «Нахлебник» Тургенева — Иванов (30 января 1862 в бенефис М. С. Щепкина[5]).
- 1862 — «Мишура» А. Потехина — Побединский (12 ноября 1862 в бенефис Е. Н. Васильевой[5])
- 1862 — «Испорченная жизнь» Чернышёва — Делакторский (22 января 1862 в бенефис В. В. Бороздиной[5])
- 1862 — Горе от ума А. С. Грибоедова — Горич
- 1863 — «Утро делового человека» Н. В. Гоголя — Барсуков
- 1863 — «Воспитанница» Островского — Потапыч
- 1863 — «Горькая судьбина» А. Ф. Писемского — Ананий
- 1863 — «Грех да беда на кого не живёт» — Краснов (ту же роль исполнял в постановке 1867 года[6])
- 1863 — «Горбун». Драма И. И. Лажечникова (7 ноября 1863 в собственный бенефис[5])
- 1863 — «Тяжёлые дни» — Тит Титыч (2 октября 1863 — Бенефис А. А. Рассказова[5])
- 1864 — «Шутники» Островского — Хрюков
- 1865 — «Укрощение строптивой» Шекспира — Баптист
- 1865 — «Воевода» Островского — Шалыгин
- 1865 — «На бойком месте» Островского — Бессудный
- 1866 — «Пучина» Островского — Боровцов
- 18 августа 1866 — «Жорж Данден» Мольера — Жорж Данден
- 1866 — «Самоуправцы» А. Ф. Писемского — Митрич
- 1866 — «Сам у себя под стражей» П. Кальдерона — Бенито (28 октября 1866 в бенефис режиссёра А. Ф. Богданова)
- 1866 — «Виндзорские проказницы» Шекспира — мистер Пэдж
- 1867 — «Двенадцатая ночь» Шекспира — Мальволио
- 1867 — «Дмитрий Самозванец и Василий Шуйский» Островского — Осипов и Щелкалов
- 1867 — «Тушино» Островского — Сеитов
- 1867 — «Господин де Пурсоньяк» Мольера — Пурсоньяк
- 1867 — «Козьма Захарьич Минин-Сухорук». Драма в стихах А. Н. Островского (20 января 1867 в собственный бенефис[5])
- 3 января 1868 — «Василиса Мелентьева» А. Н. Островского и С. А. Гедеонова — князь Воротынский (3 января 1868 в собственный бенефис)
- 1868 — «На всякого мудреца довольно простоты» А. Н. Островского — Мамаев
- 1868 — «Расточитель» Н. С. Лескова (под псевдонимом М. Стебницкий) — Мякишев (20 декабря 1868 в бенефис Е. Е. Чумаковой)
- 1869 — «Горячее сердце» — Курослепов (премьера 15 января 1869 в собственный бенефис)
- 1869 — «Свои люди - сочтёмся» — Большов
- 1870 — «Бабушкин внучек». Переделка с франц.водевиля П. С. Федорова (14 января 1870 в собственный бенефис[5])
- 1871 — «Лес» — Восмибратов (премьера 26 ноября 1871 года в бенефис С. П. Акимовой)
- 1871 — «Не всё коту масленица» Островского — Ахов

## Сочинения
- Садовский П. М. Французская революция 1848 г. (Рассказ П. М. Садовскаго) / Записал И. Ф. Горбунов // Русская старина, 1873. — Т. 7. — № 3. — С. 421—422.

## Память
- Улица Садовского в Орле (наименована 13 февраля 1959 г.)[10].